# Кшаушское сельское поселение
Кшау́шское се́льское поселе́ние (чув. Кăшăваш ял тăрăхĕ) — муниципальное образование в составе Чебоксарского района Чувашской Республики.
Административный центр — деревня Курмыши.

## География
Центр сельского поселения расположен в 25 км от районного центра — посёлка Кугеси. Собственных земель администрации — 1270 га. Площадь поселения 4114 га.

## Населённые пункты
В состав сельского поселения входят населённые пункты: д. Курмыши, д. Кшауши, д. Собаккасы, д. Малые Котяки, д. Ярускасы, д. Мижеры, д. Мемеши, с. Янгильдино, д. Большие Котяки, д. Тимер-Сирма.

## История
Кшаушский сельсовет образован в 1927 году. С 2006 года имеет статус сельского поселения.
Председателями исполкома Кшаушского сельского Совета в разные годы работали:
1. Семёнов Гурий Александрович — 1937 год
2. Митряков Михаил Семенович
3. Соловьёв Арсентий Валерианович — 1945—1948 гг.
4. Иванов Александр Михайлович
5. Балинов Ксенофонт Пантелеймонович — 1950 год
6. Черников Василий Михайлович — 1955, 1956—1960 гг.
7. Яковлев Геннадий Яковлевич — 1960—1961 гг.
8. Герасимов Александр Григорьевич — 1961—1962 гг.
9. Казаньков Владимир Леонтьевич — 1962—1964 гг.
10. Павлова Зоя Павловна — 1965—1969 гг.
11. Яковлев Геннадий Яковлевич — 1969—1977 гг.
12. Яруткина Раиса Егоровна — 1977—1990 гг.
13. Афанасьев Анатолий Харитонович — с 1990—2010 г.г.
14. Мульдияров Сергей Иванович — с 2010 года.

## Администрация
Глава поселения — Мульдияров Сергей Иванович.
Депутаты Собрания депутатов Кшаушского сельского поселения:
1. Яргунина Светлана Валериевна— депутат от Большекотякского избирательного округа № 1
2. Иванова Любовь Пантелеймоновна — депутат от Кшаушского избирательного округа № 2
3. Солдатова Эльвира Витальевна — депутат от Курмышского избирательного округа № 3
4. Гаврилова Елена Геннадьевна — депутат от Малокотякского избирательного округа № 4
5. Порфирьев Сергей Алексеевич— депутат от Центрального избирательного округа № 5
6. Мульдияров Димитрий Иванович — депутат от Ярускасинского избирательного округа № 6
7. Степанов Александр Иванович — депутат от Янгильдиноского избирательного округа № 7
8. Иванов Михаил Васильевич — депутат от Мижерского избирательного округа № 8
9. Яхваров Вениамин Иванович — депутат от Тимерсирминского избирательного округа № 9
10. Степанов Владимир Владимирович — депутат от Мемешского избирательного округа № 10

## Инфраструктура
Ко всем пунктам проложены дороги с твёрдым покрытием. Все деревни газифицированы в 2003 году и имеют централизованное водоснабжение.